# Svarttjärnen (Färila socken, Hälsingland, 686634-146541)
Svarttjärnen är en sjö i Ljusdals kommun i Hälsingland och ingår i Ljusnans huvudavrinningsområde.